# CYP26A1
CYP26A1 (англ. Cytochrome P450 family 26 subfamily A member 1) – білок, який кодується однойменним геном, розташованим у людей на короткому плечі 10-ї хромосоми. Довжина поліпептидного ланцюга білка становить 497 амінокислот, а молекулярна маса — 56 199.
| 10         |  | 20         |  | 30         |  | 40         |  | 50         |
| ---------- |  | ---------- |  | ---------- |  | ---------- |  | ---------- |
| MGLPALLASA |  | LCTFVLPLLL |  | FLAAIKLWDL |  | YCVSGRDRSC |  | ALPLPPGTMG |
| FPFFGETLQM |  | VLQRRKFLQM |  | KRRKYGFIYK |  | THLFGRPTVR |  | VMGADNVRRI |
| LLGEHRLVSV |  | HWPASVRTIL |  | GSGCLSNLHD |  | SSHKQRKKVI |  | MRAFSREALE |
| CYVPVITEEV |  | GSSLEQWLSC |  | GERGLLVYPE |  | VKRLMFRIAM |  | RILLGCEPQL |
| AGDGDSEQQL |  | VEAFEEMTRN |  | LFSLPIDVPF |  | SGLYRGMKAR |  | NLIHARIEQN |
| IRAKICGLRA |  | SEAGQGCKDA |  | LQLLIEHSWE |  | RGERLDMQAL |  | KQSSTELLFG |
| GHETTASAAT |  | SLITYLGLYP |  | HVLQKVREEL |  | KSKGLLCKSN |  | QDNKLDMEIL |
| EQLKYIGCVI |  | KETLRLNPPV |  | PGGFRVALKT |  | FELNGYQIPK |  | GWNVIYSICD |
| THDVAEIFTN |  | KEEFNPDRFM |  | LPHPEDASRF |  | SFIPFGGGLR |  | SCVGKEFAKI |
| LLKIFTVELA |  | RHCDWQLLNG |  | PPTMKTSPTV |  | YPVDNLPARF |  | THFHGEI    |

A: Аланін

C: Цистеїн

D: Аспарагінова кислота

E: Глутамінова кислота

F: Фенілаланін

G: Гліцин

H: Гістидин

I: Ізолейцин

K: Лізин

L: Лейцин

M: Метіонін

N: Аспарагін

P: Пролін

Q: Глутамін

R: Аргінін

S: Серин

T: Треонін

V: Валін

W: Триптофан

Кодований геном білок за функцією належить до оксидоредуктаз. 
Задіяний у такому біологічному процесі, як альтернативний сплайсинг. 
Білок має сайт для зв'язування з іонами металів, іоном заліза, гемом. 
Локалізований у мембрані, ендоплазматичному ретикулумі, мікросомах.